# Kormoran okularowy
Kormoran okularowy (Urile perspicillatus) – wymarły gatunek ptaka z rodziny kormoranów (Phalacrocoracidae). Zamieszkiwał Wyspę Beringa wchodzącą w skład Wysp Komandorskich. Możliwe, że występował również na przyległym wybrzeżu Kamczatki.
Znanych jest 5 okazów muzealnych, odłowionych w latach 1840–1850.
Gatunek po raz pierwszy opisany przez niemieckiego przyrodnika Georga Stellera w 1741 roku w trakcie drugiej ekspedycji na Kamczatkę Vitusa Beringa. Opisał gatunek jako duży, niezgrabny i prawie nielotny. Nazwę zgodną z zasadami nazewnictwa binominalnego ustalił Peter Simon Pallas w 1811 roku – nazwał go Phalacrocorax perspicillatus. Obecnie gatunek umieszczany jest w rodzaju Urile.
Na temat trybu życia ptaka nic nie wiadomo, oprócz tego, że odżywiał się rybami. Ostatni przedstawiciel tego gatunku wyginął około roku 1850 na Ariy Rock (ros. Арий Камень). Główną przyczyną wyginięcia były polowania dla mięsa.